# José Sosa (beisbolista)
José Ynocencio Sosa (Santo Domingo. 28 de diciembre de 1952-8 de junio de 2013) fue un lanzador dominicano que jugó en las Grandes Ligas de Béisbol entre 1975 y 1976 con los Astros de Houston.
Aunque Sosa sólo bateó un cuadrangular en su carrera de Grandes Ligas, fue el primer miembro de los Astros en dar un jonrón en su primera aparición en el plato que tuvo lugar el 30 de julio de 1975 y, en ese momento, era el jugador 49 en la historia de las Grandes Ligas en hacerlo. Desde entonces, otros tres miembros de los Astros batearon jonrones en su primera aparición al bate: Dave Matranga el 27 de junio de 2003; Charlton Jimerson el 4 de septiembre de 2006; y Mark Saccomanno el 8 de septiembre de 2008.